# Vjačeslav Orefejevič Berjozkin
Vjačeslav Orefejevič Berjozkin (rusko Вячеслав Арефьевич Берёзкин), sovjetski letalski častnik, vojaški pilot in letalski as, * 1922. 
Berjozkin je v svoji vojaški karieri dosegel 12 samostojnih zračnih zmag; poleg teh je sestrelil še en balon.

## Življenjepis
Med drugo svetovno vojno je bil pripadnik 16. lovskega letalskega polka.
Letel je z letali tipa P-39 Airacobra.